# (25000) Astrométrie
(25000) Astrométrie, désignation internationale (25000) Astrometria, est un astéroïde de la ceinture principale.

## Description
(25000) Astrométrie est un astéroïde de la ceinture principale caractérisé par un diamètre de 22,77 kilomètres et une distance moyenne de 2,852 UA. 
Il possède une excentricité de 0,0983 et une période orbitale de 2 054,79 jours (soit 5,63 années), une vitesse orbitale moyenne de 16,747 km/s et une inclinaison de 14,96º.
Cet astéroïde, découvert le 28 juillet 1998 par Paul G. Comba, est nommé en référence à l'astrométrie, branche de l'astronomie qui fut utilisée entre autres pour la découverte du premier astéroïde (1) Cérès.

## Compléments